# 曼達 (密蘇里州)
曼達（英語：Manda），又名佐阿（Zoar），是位於美國密蘇里州加斯科內德縣的鬼鎮。

## 歷史
曼達的郵局於1898年設立，其後於1908年停運。

## 地理
曼達所處的海拔為高於海平面311米（即1020英呎），而該地所採用的時區為UTC-6，即北美中部時區（CST）。同時該地設有夏令時間，為UTC-6調快一小時，即UTC-5（CDT）。